# Sulfolobus-Turreted-Icosahedral-Virus
Die Gattung Alphaturrivirus aus der Virusfamilie Turriviridae beinhaltet mit Stand Januar 2022 die beiden Spezies Sulfolobus-Turreted-Icosahedral-Virus 1 und 2 (STIV1/STIV2). Es handelt sich um behüllte Viren mit zirkulärem, doppelsträngigem DNA-Genom. Das Wirtsspektrum umfasst Archaeen der Spezies Sulfolobus solfataricus, Familie Sulfolobaceae (die zuletzt in die Gattung Saccharolobus derselben Familie verschoben wurde)
STIV wurde 2004 in einer sauren, heißen Quelle im Yellowstone-Nationalpark isoliert. Die Temperatur dieser Quelle beträgt 72–92 °C bei einem pH-Wert von 2–4.

## Homologie
STIV besitzt Homologien zu Adenoviren, dem Bakteriophagen Pseudomonas virus PRD1 und dem Paramecium-Bursaria-Chlorella-Virus (PBCV). Dies deutet auf einen gemeinsamen Ursprung dieser Virusfamilien hin, obwohl Wirte aus drei unterschiedlichen Reichen der Lebewesen infiziert werden.

## Virion
Das Virion des STIV1 besitzt ein ikosaedrisches Kapsid mit einer Triangulationszahl von 31. An den zwölf Positionen mit fünffacher Symmetrie treten die namensgebenden, Geschützturm-artigen Peplomere mit einer Höhe von 13 nm und einem Durchmesser von 24 nm hervor. Darin befindet sich ein vermutlich mit einem Deckel geschlossener Ionenkanal von etwa 3 nm Durchmesser.
Das Virion verlässt die Zelle durch Knospung von der Zellmembran unter Ausbildung einer einzigartigen, pyramidalen Struktur.

## Genom
Das Genom des STIV1 besteht aus zirkulärer DNA von etwa 17663 Basenpaaren mit 36 offenen Leserastern und einem GC-Gehalt von 36 %. Daraus werden etwa 17 Proteine exprimiert.